# Nidruma
Nidruma (arab. ندرومة, fr. Nedroma) – miasto w Prowincji Tilimsan w Algierii.

## Miasta partnerskie
- Bondy